# なかやみわ
なかやみわ（本名：中屋美和）（1971年10月22日 - ）は、日本の絵本作家。

## 人物
1971年10月22日埼玉県大宮市（現：さいたま市）生まれ。 女子美術短期大学造形科 グラフィックデザイン教室卒業。
キャラクターデザイナーを目指してサンリオに入社し仕事をしていたが、流行に左右されず時代を超えて愛される絵本に憧れ、専門学校の絵本コースで川端誠に学ぶ。出版社への持ち込みを経て、制作に1年を要して、「こどものとも年中向き」1997年5月号として『そらまめくんのベッド』を発表。読者アンケートの結果は好評で、次の作品も掲載されることになった。1998年に『はりねずみのはりこ』（福音館書店）を刊行、以後多数のシリーズ・作品を作っている。作品によって、色鉛筆、パステル、クレヨン、水彩絵具等の画材を使いわけている。
2010年4月から2012年3月まで女子美術大学芸術学部アート・デザイン表現学科准教授。

## 受賞
- 『くれよんのくろくん』（第12回けんぶち絵本の里大賞受賞）
- 『くろくんとちいさいしろくん』（第28回けんぶち絵本の里大賞受賞）[8]

## 主な作品
- そらまめくんシリーズ（福音館書店）（小学館）
- くれよんのくろくんシリーズ（童心社）
- どんぐりむらシリーズ（学研）
- こぐまのくうぴいシリーズ（三起商行/ミキハウス）
- ばすくんシリーズ（文：みゆきりか）（小学館）
- やさいのがっこうシリーズ（白泉社）
- きりかぶシリーズ（偕成社）

- 『はりねずみのはりこ』（福音館書店）
- 『だれかな？だれかな？(0.1.2.えほん) 』（福音館書店）

など作品多数。